# 牧夏嶽
牧 夏嶽（まき かがく、生年不詳 – 宝暦13年 8月22日（1763年））は、江戸時代中期の日本の篆刻家である。
名は世儀、字を升菴、夏嶽は号で室号に積小館がある。通称周平。

## 略伝
新興蒙所の門下で書と篆刻を学んだ。のちに蒙所の嗣子となって新興氏を名乗っている。門弟に佚山がいる。寛保元年に刊行された都賀庭鐘編集の『全唐名譜』の校正を行い、その刻印が掲載された。